# 坎普斯通 (亞利桑那州)
坎普斯通（英語：Campstone）是位於美國亞利桑那州科奇斯縣的一個非建制地區。該地的面積和人口皆未知。

## 地理
坎普斯通的座標為31°38′36″N 110°29′47″W / 31.64333°N 110.49639°W，而該地的平均海拔高度為1307米（即4288英尺）。